# Vexillifera browni
Vexillifera browni – gatunek ameby należący do rodziny Vexilliferidae z supergrupy Amoebozoa w klasyfikacji Cavaliera-Smitha.
Trofozoit osiąga wielkość 14 – 23 μm. Jądro wielkości 2,5 – 3 μm.
Występuje w Atlantyku.